# Chequilla
Chequilla es un municipio y localidad española de la provincia de Guadalajara, en la comunidad autónoma de Castilla-La Mancha. El término municipal, situado en el parque natural del Alto Tajo, en la vega del río Cabrillas, tiene una población de 14 habitantes (INE 2024). Corresponde al Señorío de Molina de Aragón y destaca por las formaciones rocosas de arenisca roja que presenta.

## Geografía
Ubicación
La localidad está situada a una altitud de 1355 m sobre el nivel del mar, en el parque natural del Alto Tajo, en la vega del río Cabrillas.
| Noroeste: Megina                   | Norte: Traíd | Noreste: Traíd |
| Oeste: Megina                      |              | Este: Checa    |
| Suroeste: Peralejos de las Truchas | Sur: Checa   | Sureste: Checa |

Clima
El clima de Chequilla es de tipo mediterráneo, bastante continentalizado. Es por tanto frío, debido a su gran altitud y su orientación. No suele dejar de helar hasta junio, y los inviernos son muy crudos, en ocasiones (año 2007) se alcanzan temperaturas de hasta -20 °C y el período de heladas comprende desde octubre hasta incluso junio, siendo el período de nevadas de noviembre a abril, estando incluso registrando temperaturas máximas negativas. Los veranos son frescos, con máximas que apenas superan los 30 °C y mínimas que raramente repuntan los 12 °C.

## Historia
Hacia mediados del siglo XIX, el lugar tenía contabilizada una población de 145 habitantes. La localidad aparece descrita en el séptimo volumen del Diccionario geográfico-estadístico-histórico de España y sus posesiones de Ultramar de Pascual Madoz de la siguiente manera:

CHEQUILLA: ald. con ayunt. en la prov. de Guadalajara (28 leg.), part. jud. de Molina (6), aud. terr. de Madrid (38), c. g. de Castilla la Nueva, dióc. de Sigüenza (17). sit. en llano, circunvalada de elevados cerros de arena encarnada; la combaten principalmente los vientos N. y E., que hacen su clima frio, pero sano, sin que se conozcan enfermedades especiales: tiene 40 casas; la consistorial, en la que ademas de una vivienda, está la cárcel y escuela de instruccion primaria, á la cual concurren 10 alumnos de ambos sexos, bajo la direccion de un maestro, sacristan y secretario de ayuntamiento, dotado con 40 fan. de trigo por los 3 cargos; hay un pozo de buenas aguas, y una igl. parr. (San Juan Bautista) aneja de la de Checa; fuera de la pobl., en los cerros que la circuyen, se encuentran varias cuevas espaciosas abiertas á pico, que denotan haber servido de viviendas: confina el térm. N. Traid; E. Alcoroches; S. Checa y Peralejos, y O. Megina; dentro de él se encuentran varias fuentes y manantiales de finas aguas: el terreno es quebrado, pedregoso y de mediana calidad; se hallan en cultivo 450 fan. de secano y 40 de huertos regados con el Cabrilla; hay una deh. poblada de pinar y roble, con pastos, aunque no de la mejor calidad; tambien se encuentra en todas direcciones bosque con la misma clase de arbolado que la deh. caminos: los locales, todos de herradura y muy ásperos por la escabrosidad del terreno. correo: se recibe y despacha en la adm. de Molina por el baligero de Checa. prod.: trigo comun, cebada, avena, guijas, guisantes, patatas y algunas verduras; leñas de combustible y carboneo, y maderas de construccion; hay minas de hierro, de las cuales se ha empezado á beneficiar una, cuyos trabajos se han suspendido: se cria ganado lanar, cabrio, vacuno, de cerda, mular, yeguar y asnal; caza de corzos, venados, tejones, liebres, conejos y perdices; pesca de truchas, anguilas y algun cangrejo. ind.: la agrícola, 3 molinos harineros y la emigracion temporera de algunos vecinos á Estremadura y Andalucia, bien para dedicarse al pastoreo, ó bien á trabajar en los molinos de aceite. comercio: esportacion de alguna parte de frutos y ganado, é importacion de los art. de consumo que faltan. pobl.: 35 vec. y 145 alm. cap. prod.: 438,890 rs. imp.: 39,500. contr. 1,685. presupuesto municipal: 330 rs. se cubre con el arbitrio de la taberna y reparto vecinal.
(Madoz, 1847, p. 312)

## Demografía
Chequilla cuenta con una población de 14 habitantes (INE 2024).
| Gráfica de evolución demográfica de Chequilla entre 1842 y 2021                                                     |
| |
| Población de derecho según los censos de población del INE Población de hecho según los censos de población del INE |